# Джексонвілл (Огайо)
Джексонвілл (англ. Jacksonville) — селище (англ. village) в США, в окрузі Афіни штату Огайо. Населення — 400 осіб (2020).

## Географія
Джексонвілл розташований за координатами 39°28′33″ пн. ш. 82°4′46″ зх. д. / 39.47583° пн. ш. 82.07944° зх. д. (39.475930, -82.079504).  За даними Бюро перепису населення США в 2010 році селище мало площу 0,63 км², з яких 0,63 км² — суходіл та 0,01 км² — водойми.

## Демографія
Згідно з переписом 2010 року, у селищі мешкала 481 особа в 204 домогосподарствах у складі 131 родини. Густота населення становила 760 осіб/км².  Було 240 помешкань (379/км²).
Расовий склад населення:
| - 96,9 % — білих - 0,6 % — чорних або афроамериканців |

До двох чи більше рас належало 2,5 %. Частка іспаномовних становила 0,0 % від усіх жителів.
За віковим діапазоном населення розподілялося таким чином: 19,5 % — особи молодші 18 років, 62,2 % — особи у віці 18—64 років, 18,3 % — особи у віці 65 років та старші. Медіана віку мешканця становила 42,5 року. На 100 осіб жіночої статі у селищі припадало 91,6 чоловіків;  на 100 жінок у віці від 18 років та старших — 90,6 чоловіків також старших 18 років.
Середній дохід на одне домашнє господарство  становив 44 421 долар США (медіана — 42 188), а середній дохід на одну сім'ю — 49 129 доларів (медіана — 48 333). За межею бідності перебувало 28,7 % осіб, у тому числі 51,8 % дітей у віці до 18 років та 11,0 % осіб у віці 65 років та старших.
Цивільне працевлаштоване населення становило 279 осіб. Основні галузі зайнятості: освіта, охорона здоров'я та соціальна допомога — 28,7 %, мистецтво, розваги та відпочинок — 17,2 %, транспорт — 11,5 %, роздрібна торгівля — 11,1 %.